# Povećani Backus-Naurov oblik
Povećani Backus-Naurov oblik (češće kraće samo kao ABNF, od engl. Augmented Backus–Naur form) proširuje Backus-Naurov oblik.
Povećani Backus-Naurov oblik (ABNF) je zasnovan na Backus-Naurovom obliku, ali posjeduje vlastitu sintaksu i produkcijska pravila. Povod za nastanak ovog metajezika jest opis formalnog sustava jezika koji je protokol (dvosmjerna specifikacija). Dokumentiran je u RFC 4234 i često služi kao definicijski jezik za IETF komunikacijske protokole.
RFC 4234 ispravlja probleme u i obsoletira RFC 2234.

## Uvod
ABNF specifikacija je skup produkcijskih pravila, zapisanih kao pravilo = definicija ; komentar CR LF: gdje je pravilo nezavršni simbol osjetljiv na velika i mala slova, definicija se sastoji od slijedova simbola koji definiraju pravilo, komentar je u svrhu dokumentacije, a pravilo završava znakom vraćanja ne početak reda (CR od engl. carriage return) i znakom prelaska u novi red (LF od engl line feed).
Imena pravila su neosjetljiva na velika i mala slova: <imepravila>, <Imepravila>, <IMEPRAVILA>, i <iMePRaviLA> su sve ista pravila. Imena pravila se sastoje od slova nakon kojeg slijede slova, brojevi i crtice.
Uglate zagrade (“<”, “>”) se ne zahtijevaju oko imena pravila (kao što se zahtijevaju u BNF notaciji). Međutim, mogu biti korištene za označavanje imena pravila prilikom korištenja u običnom tekstu za isticanje samih imena pravila. 
ABNF se enkodira u 7-bitnom ASCII kodu u 8-bitnom polju čiji je vršni bit postavljen na nulu.

## Završne vrijednosti
Završni su simboli specificirani jednim ili više numeričkih karaktera (znakova).
Numerički karakteri mogu biti specificirani znakom postotka “%”, nakon kojeg slijedi baza (b = binarna, d = decimalna, i x = heksadecimalna), nakon kojeg slijedi vrijednost, ili nadovezivanje (konkatenacija) vrijednosti (označena sa “.”). Na primjer, znak vraćanja na početak reda, CR (od engl. carriage return), je specificiran kodom %d13 u decimalnoj bazi ili %x0D u heksadecimalnoj. CR nakon kojeg slijedi znak prelaska u novi red - LF (od engl. line feed) se može specificirati nadovezivanjem kao %d13.10.
Literalni tekst je specificiran uporabom stringa zatvorenog u navodnike ("). Ovi stringovi su neosjetljivi na velika i mala slova i korišteni skup karaktera iz US-ASCII. Stoga će string “abc” spariti  “abc”, “Abc”, “aBc”, “abC”, “ABc”, “AbC”, “aBC”, i “ABC”. Za sparivanje osjetljivo na velika i mala slova se moraju koristiti eksplicitni karakteri: za sparivanje “aBc” definicija će biti %d97 %d66 %d99.

## Operatori

### Bjeline
Bjeline se koriste za razdvajanje definicijskih elemenata: prazni znak mora biti eksplicitno uključen da bi se prepoznao kao graničnik.

### Nadovezivanje:
Pravilo1 Pravilo2
Pravilo može biti definirano listanjem slijeda imena pravila.
Da bi se spario string “aba” sljedeća pravila mogu biti korištena:
1. fu = %x61	; a
2. bar = %x62	; b
3. mumble = fu bar fu

### Alterniranje:
Pravilo1 / Pravilo2
Pravilo može biti definirano listanjem alternativnih pravila razdvojenih kosom crtom (“/”).
Da bi se prihvatilo pravilo <fu> ili pravilo <bar> može se konstruirati sljedeće pravilo:
1. fubar = fu / bar

### Inkrementalni izbori:
Pravilo1 =/ Pravilo2
Dodani izbori mogu biti dodani u pravilo uporabom koda “=/” između imena pravila i definicije.
Pravilo
1. skuppravila = izbor1 / izbor2 / izbor3 / izbor4 / izbor5

je istovjetno sljedećima 
1. skuppravila = izbor1 / izbor2
2. skuppravila =/ izbor3
3. skuppravila =/ izbor4 / izbor5

### Opseg vrijednosti:
%c##-##
Opseg numeričkih vrijednosti se može specificirati uporabom crtice (“-”).
Pravilo
1. OKTALNO = "0" / "1" / "2" / "3" / "4" / "5" / "6" / "7"

je istovjetno sljedećem pravilu:
1. OKTALNO = %x30-37

### Grupa slijeda:
(Pravilo1 Pravilo2)
Elementi mogu biti smješteni u zagrade kako bi se grupirala pravila u definiciji.
Da bi se sparili stringovi “elem fubar snafu” ili “elem tarfu snafu”, sljedeće pravilo može biti konstruirano:
1. grupa = elem (fubar / tarfu) snafu

Kako bi se sparili stringovi “elem fubar” ili “tarfu snafu”, sljedeće pravilo može biti konstruirano:
1. grupa = elem fubar / tarfu snafu
2. grupa = (elem fubar) / (tarfu snafu)

### Opetovanje varijabli:
n*nPravilo
Kako bi se naznačilo opetovanje elementa, koristi se oblik <a>*<b>element. Izborni <a>  daje minimalan broj elemenata koji se mogu uključiti, s pretpostavljenom vrijednošću jednakom 0. Izborni <b> daje maksimalan broj uključenih elemenata, bez pretpostavljene gornje granice.
Valja koristiti *element za nula illi više elemenata, 1*element za jedan ili više elemenata, i 2*3element za dva ili tri elementa.

### Specifično opetovanje:
nPravilo
Kako bi se naznačio eksplicitan broj elemenata, koristi se oblik <a>element i koji je istovjetan sa <a>*<a>element.
Valja koristiti 2ZNAMENKA da bi se dobile dvije numeričke znamenke i 3ZNAMENKA kako bi se dobile tri numeričke znamenke.

### Izborni slijed:
[Pravilo]
Kako bi se naznačio izborni (opcionalni) element, sljedeće konstrukcije su istovjetne:
1. [fubar snafu]
2. *1(fubar snafu)
3. 0*1(fubar snafu)

### Komentar:
; komentar
Točka-zarez (“;”) započinje komentar koji se nastavlja do kraja linije.

### Prednost operatora
Sljedeći operatori imaju danu prednost od najjačeg do najslabijeg vezanja:
1. Stringovi, Oblikovanje Imena
2. Komentari
3. Opseg vrijednosti
4. Opetovanje
5. Grupiranje, Izborni
6. Nadovezivanje
7. Alternativa

Uporaba operatora alternirana s nadovezivanjem može biti zbunjujuća i preporučuje se uporaba grupiranja kako bi se grupe nadovezivanja učinile eksplicitnima.

### Osnovna pravila
Osnovna pravila su definirana u ABNF standardu.
| Pravilo | Formalna definicija                       | Značenje                                              |
| ------- | ----------------------------------------- | ----------------------------------------------------- |
| ALPHA   | %x41-5A / %x61-7A                         | velika i mala ASCII slova (A-Z a-z)                   |
| DIGIT   | %x30-39                                   | decimalne znamenke (0-9)                              |
| HEXDIG  | DIGIT / "A" / "B" / "C" / "D" / "E" / "F" | heksadecimalne znamenke (0-9 A-F)                     |
| DQUOTE  | %x22                                      | dvostruki navodnik                                    |
| SP      | %x20                                      | znak praznine (engl. space)                           |
| HTAB    | %x09                                      | horizontalni tab                                      |
| WSP     | SP / HTAB                                 | znak praznine i horizontalni tab                      |
| LWSP    | *(WSP / CRLF WSP)                         | linearna bjelina (nakon znaka za novi red)            |
| VCHAR   | %x21-7E                                   | vidljivi (ispisivi) znakovi                           |
| CHAR    | %x01-7F                                   | bilo koji 7-bitni US-ASCII znak, isključujući NUL     |
| OCTET   | %x00-FF                                   | 8 bitova podataka                                     |
| CTL     | %x00-1F / %x7F                            | kontrolni znakovi                                     |
| CR      | %x0D                                      | znak vraćanja na početak reda (engl. carriage return) |
| LF      | %x0A                                      | znak prelaska u novi red (engl. linefeed)             |
| CRLF    | CR LF                                     | Standardni internetski znak za prelazak u novi red    |
| BIT     | "0" / "1"                                 |                                                       |

## Primjer
Primjer poštanskih adresa dan u članku o Backus-Naurovom obliku se može specificirati kao:

```
poštanska-adresa  = ime-dio ulica pbroj-dio

ime-dio          = *(osobni-dio SP) prezime [SP jr-dio] CRLF
ime-dio          =/ osobni-dio CRLF

osobni-dio       = ime / (inicijal ".")
ime              = *ALPHA
inicijal         = ALPHA
prezime          = *ALPHA
jr-dio          = ("Jr." / "Sr." / 1*("I" / "V" / "X"))

street           = [stan-broj SP] kućni-broj SP ime-ulice CRLF
stan-broj        = 1*4DIGIT
kućni-broj       = 1*8(DIGIT / ALPHA)
ime-ulice        = 1*VCHAR

pbroj-dio        = ime-grada "," SP država 1*2SP poštanski-broj CRLF
ime-grada        = 1*(ALPHA / SP)
država           = 2ALPHA
poštanski-broj   = 5DIGIT ["-" 4DIGIT]

```